# 布魯海牙
布鲁海牙（1197年—1265年），又译孛鲁海牙，元朝大臣，畏兀儿人。
布鲁海牙先世为畏兀儿大臣。幼年失去父母，依舅父家就学，精通畏兀儿文、蒙古语言，更善于骑射。十八岁时随亦都护投降成吉思汗，充成吉思汗宿卫，随从西征。他不避劳苦，被成吉思汗赏赐，将西辽菊儿汗的女儿许配给他。拖雷监国时，被派到燕京总理财赋。唆鲁禾帖尼赏识廉洁谨慎，让他管理自己的牧场，统管燕京中山军民匠户。窝阔台初年，布鲁海牙担任真定路达鲁花赤。1231年为燕南诸路廉访使。未几，授断事官。注意用刑得当，执法平允。以官为姓，子孙姓廉。中统元年（1260年）为真定路宣抚使。后转任顺德等路宣慰使。佩金符。至元二年（1265年）去世。元成宗大德初年，追赠大司徒，追封为魏国公，谥孝懿。其子廉希憲。

## 传记资料
- 《元史》卷一百二十五
- 《新元史》列传第五十二